# Plüssmaci kalandjai
A Plüssmaci kalandjai (eredeti cím: The Tangerine Bear: Home in Time for Christmas!) 2000-ben megjelent amerikai rajzfilm, amely Betty Paraskevas könyve alapján készült. A forgatókönyvet Betty Paraskevas írta, Bert Ring rendezte, a zenéjét Randall Crissman szerezte, a producere Mark McGroarty volt. A filmet a Hyperion Pictures és a Family Home Entertainment készítette, míg a forgalmazást Artisan Entertainment végezte.
Amerikában 2000. november 1-jén VHS-en, míg Magyarországon 2003. január 9-én DVD-n adták ki.

## Magyar hangok
| Szereplő        | Eredeti hang                                | Magyar hang    | Leírás |
| --------------- | ------------------------------------------- | -------------- | ------ |
| Narrátor        | Trisha Yearwood                             | ?              | –      |
| Tangie          | Jonathan Taylor Thomas                      | Lippai László  | ?      |
| Jack            | Howie Mandel                                | ?              | ?      |
| Virgil          | Jon Polito                                  | Konrád Antal   | ?      |
| Mr. Winkle      | Tom Bosley                                  | Gruber Hugó    | ?      |
| Kakukkmadár     | David Hyde Pierce                           | ?              | ?      |
| Lorelei         | Jenna Elfman                                | ?              | ?      |
| Theodore        | David Lander                                | ?              | ?      |
| Bolti eladó     | David Lander                                | ?              | ?      |
| Vevő            | Martin Grey                                 | ?              | ?      |
| Kamionsofőr     | Martin Grey                                 | ?              | ?      |
| Idegen          | Keith Langsdale                             | ?              | ?      |
| Rádióbemondó    | Keith Langsdale                             | ?              | ?      |
| Szakmunkás Rico | Ralph Manza                                 | ?              | ?      |
| Dolly           | Clea Montville                              | ?              | ?      |
| Mama            | Donna Pieroni                               | ?              | ?      |
| Mrs. Caruthers  | Charlotte Rae                               | ?              | ?      |
| Louie Blue      | Marlon Wayans                               | Kerekes József | ?      |
| Plüssmacik      | Jeannie Elias Orlando Brown Camille Winbush | ?              | ?      |
| Kisfiúk         | Aaron Spann Jeannie Elias Orlando Brown     | ?              | ?      |
| Kislány         | Camille Winbush                             | ?              | ?      |